# Silca S.p.A.
 (février 2013).
Silca S.p.A. est une entreprise internationale dans la production de clés, de machines à tailler les clés et de machines semi-industrielles et industrielles destinées à la reproduction de clés.
Silca S.p.A. est une société du Groupe Kaba, multinationale opérant dans le secteur de la sécurité et fournisseur de solutions pour les systèmes d’accès. Kaba Holding AG est un groupe coté au SIX Swiss Stock Exchange comptant environ 7 500 salariés dans plus de 60 pays. La marque Silca est reconnue au niveau international dans le secteur des clés grâce à des produits technologiquement innovants distribués dans le monde entier à travers un réseau de 130 distributeurs sélectionnés et 8 filiales.

## Historique
Silca S.p.A. est fondée en tant que Société Anonyme Società Italiana Lavorazione Chiavi e Affini (Société Italienne Usinage Clés et Connexes) en 1974 à Vittorio Veneto, dans la province de Trévise, et donne une empreinte industrielle à une activité de production et de reproduction de clés qui, jusqu’alors, avait été artisanale.
En une décennie, on assistera à la fondation des filiales I.M.P. S.A., aujourd’hui Silca S.A.S., à Paris, Silca U.K. Ltd. à Londres et Silca Deutschland GmbH à Heiligenhaus, transférée ensuite à Velbert, en Allemagne. En 1989 Silca commence à travailler outre-Atlantique par le biais de la société Silca Keys U.S.A. basée à Twinsburg (Ohio).
Dans les années 1990, Silca achète différentes entreprises spécialisées dans la production de machines à reproduire les clés et dans les produits destinés à la sécurité  (Bollini s.r.l., GBZ, Elzett) ; la fusion avec le colosse canadien des clés Unican Group remontant quant à elle à 1997. En 2000, ouverture de la succursale espagnole Silca Unican Iberica S.A., aujourd’hui Silca Key Systems S.A., à Barcelone. L’entreprise achètera son concurrent Ilco Orion S.p.A. cette même année.
En 2001 Kaba Holding AG achète Unican Group et donne ainsi naissance à un des premiers groupes du monde[réf. nécessaire] dans le secteur de la sécurité.
Au début des années 2000 Silca investit dans l’innovation technologique et élargit les fonctions de ses machines à tailler en intégrant sans cesse de nouvelles technologies et en introduisant des finitions personnalisées ainsi que des finitions d’avant-garde dans la production des ébauches[non neutre].
Silca S.p.A. est une société certifiée ISO 9001:2008 et ISO/TS 16949:2009[pertinence contestée] (Clés de Véhicules).

## Activités principales et produits
Le cœur du business Silca est représenté par la production d’ébauches, avec un assortiment de plus de 66 000 articles destinés aux usages les plus disparates allant des avions aux boîtes postales.
Silca projette et produit aussi des machines à reproduire les clés mécaniques et électroniques ainsi que les accessoires correspondants, des systèmes personnalisés de production et de reproduction de clés semi-industriels et industriels pour la serrurerie et pour le secteur automobile déclinés en 250 variantes. Silca projette et développe des solutions logicielles destinées à la programmation et à la reproduction de n’importe quel type de clé.

## Sponsorisations
Dès le départ Silca prouve sa foi dans les valeurs que le Sport représente dans la formation athlétique et humaine des jeunes, raison pour laquelle l’entreprise favorise et soutien de nombreuses initiatives sportives. Silca sponsorise en particulier les sociétés sportives suivantes :
- Atletica Silca Conegliano - 33 années d’activité de soutien, approche et préparation aux disciplines de l’Athlétisme pour des centaines de jeunes athlètes de 6 à 16 ans;
- Silca Ultralite Vittorio Veneto - 22 années d’activité, préparation, entraînement et organisation d’événements de Triathlon. Silca Ultralite Vittorio Veneto voit le jour comme club d’entreprise de Triathlon et prend son nom de la marque de clés colorées Silca Ultralite.

Silca s’est engagée à participer au développement du territoire et fait partie d’un consortium d’entreprises et d’organismes qui ont créé «L’Aquilone», une crèche inter-entreprises à San Giacomo di Veglia.